# Tõnu Roosmäe
Tõnu Roosmäe (* 11. November 1964 in Tartu) ist ein ehemaliger estnischer Radrennfahrer und nationaler Meister im Radsport.

## Sportliche Laufbahn
Roosmäe war im Straßenradsport aktiv. Er begann 1977 mit dem Radsport. 1986 und 1989 gewann er die nationale Meisterschaft im Straßenrennen. 1983 wurde er estnischer Meister mit Oleg Ljadov im Paarzeitfahren, 1984 im Mannschaftszeitfahren. 1984, 1988, 1989 und 1990 gewann er den Titel im Einzelzeitfahren. Insgesamt gewann er von 1984 bis 1990 fünfzehnmal estnische Meistertitel in verschiedenen Disziplinen des Radsports. In der Olympia’s Tour 1985 gewann er eine Etappe. 1988 siegte er im Etappenrennen Saaremaa Velotuur. 1987 holte er in der Sotchi-Rundfahrt einen Etappensieg.